# The Doris Day Christmas Album
The Doris Day Christmas Album — рождественский студийный альбом американской певицы Дорис Дэй, выпущенный 14 сентября 1964 года на лейбле Columbia Records. Альбом содержит некоторые из самых популярных американских рождественских песен середины XX века, такие как «White Christmas», «Winter Wonderland», «I’ll Be Home for Christmas», «Let It Snow! Let It Snow! Let It Snow!» и «Have Yourself a Merry Little Christmas».

## Отзывы критиков
Дэйв Коннолли из AllMusic заявил, что некоторые могут посчитать голос Дэй не по сезону знойным, однако по его мнению, по своей сути многие рождественские песни — это действительно песни о любви. Также он отметил способность Дэй уловить настроение каждой песни. В целом же он назвал его хорошим дополнением к рождественской коллекции.

## Список композиций
| №  | Название                                 | Автор(ы)                         | Длительность |
| -- | ---------------------------------------- | -------------------------------- | ------------ |
| 1. | «Silver Bells»                           | Джей Ливингстон, Рэй Эванс       | 3:00         |
| 2. | «I’ll Be Home for Christmas»             | Ким Гэннон, Уолтер Кент, Бак Рэм | 2:25         |
| 3. | «Snowfall»                               | Клод Торнхилл, Рэй Чарльз        | 3:20         |
| 4. | «Toyland»                                | Виктор Херберт, Глен Макдоноф    | 3:00         |
| 5. | «Let It Snow! Let It Snow! Let It Snow!» | Сэмми Кан, Джул Стайн            | 3:13         |
| 6. | «Be a Child at Christmas Time»           | Мартин Брунс, Уильям Люс         | 2:16         |

| №  | Название                                                  | Автор(ы)                       | Длительность |
| -- | --------------------------------------------------------- | ------------------------------ | ------------ |
| 1. | «Winter Wonderland»                                       | Феликс Бернард, Ричард Б. Смит | 2:55         |
| 2. | «The Christmas Song (Chestnuts Roasting on an Open Fire)» | Мел Торме, Роберт Уэллс        | 2:40         |
| 3. | «Christmas Present»                                       | Сидни Робин                    | 2:47         |
| 4. | «Have Yourself a Merry Little Christmas»                  | Хью Мартин, Ральф Блейн        | 3:00         |
| 5. | «The Christmas Waltz»                                     | Сэмми Кан, Джул Стайн          | 2:45         |
| 6. | «White Christmas»                                         | Ирвинг Берлин                  | 2:43         |